# عبد عشترت
عبد عشترت وعُرف بالاسم الإغريقي عبد استراتوس كان ملك صور (950-920 ق م)، ابن بعل إيسر الأول (بعل بازورس) وحفيد حيرام الأول.المعلومات الوحيدة المتوفرة عن عبد عشترت تأتي من الاقتباس التالي للمؤلف الفينيقي يوسيفوس فلافيوس، ضد أبيون i.18:
عند موت حيروم، أخذ بعل بازورس ابنه المملكة ؛ عاش ثلاثة وأربعون سنة، وملك سبع سنوات: خلفه ابنه عبد عشترت؛ عاش تسع وعشرون سنة، وملك تسع سنوات. وقتل بمؤامرة دبرها له أبناء مربيته الأربعة.
وفقًا لما ذكره يوسيفوس فلافيوس، بدأ عبد عشترت الحكم بعد سبع سنوات من وفاة جده حيرام الأول. ويستند تاريخ حيرام والملوك التاليين إلى دراسات ج. ليفر J. M. Peñuela,، ج. م. بينويلا، FM Cross، وويليام هـ. بارنز، جميعهم يعتمدون على الدليل النقشي بوجود تزامن بين بعل إيسر الثاني و شلمنصر الثالث في 841 قبل الميلاد. الدراسات السابقة التي لم تأخذ هذا الدليل المكتوب في الاعتبار سيكون لها تواريخ مختلفة لملوك صور.